# Danny Saucedo/Diskografie
Diese Diskografie ist eine Übersicht über die musikalischen Werke des schwedischen Sängers Danny Saucedo. Den Schallplattenauszeichnungen zufolge hat er bisher mehr als 800.000 Tonträger verkauft. Seine erfolgreichste Veröffentlichung ist die Single Dör för dig mit über 160.000 verkauften Einheiten. 

## Alben

### Studioalben
| Jahr | Titel                                    | Höchstplatzierung, Gesamtwochen, AuszeichnungChartsChartplatzierungen (Jahr, Titel, Platzierungen, Wochen, Auszeichnungen, Anmerkungen) | Anmerkungen                             |
| Jahr | Titel                                    | SE | Anmerkungen                             |
| ---- | ---------------------------------------- | --- | --------------------------------------- |
| 2007 | Heart Beats                              | SE1 (18 Wo.)SE | Erstveröffentlichung: 31. Mai 2007      |
| 2008 | Set Your Body Free                       | SE2 (5 Wo.)SE | Erstveröffentlichung: 19. Dezember 2008 |
| 2011 | In the Club                              | SE3 (21 Wo.)SE | Erstveröffentlichung: 8. März 2011      |
| 2015 | Hör vad du säger men har glömt vad du sa | SE3 Platin · (102 Wo.)SE | Erstveröffentlichung: 20. November 2015 |
| 2022 | Trettiosex                               | — | Erstveröffentlichung: 28. Oktober 2022  |

### EPs
| Jahr | Titel                           | Höchstplatzierung, Gesamtwochen, AuszeichnungChartsChartplatzierungen (Jahr, Titel, Platzierungen, Wochen, Auszeichnungen, Anmerkungen) | Anmerkungen                             |
| Jahr | Titel                           | SE | Anmerkungen                             |
| ---- | ------------------------------- | --- | --------------------------------------- |
| 2016 | Så mycket bättre – Tolkningarna | SE1 (73 Wo.)SE | Erstveröffentlichung: 11. Dezember 2016 |

## Singles

### Als Leadmusiker
| Jahr | Titel Album                                                | Höchstplatzierung, Gesamtwochen, AuszeichnungChartplatzierungen (Jahr, Titel, Album, Platzierungen, Wochen, Auszeichnungen, Anmerkungen) | Höchstplatzierung, Gesamtwochen, AuszeichnungChartplatzierungen (Jahr, Titel, Album, Platzierungen, Wochen, Auszeichnungen, Anmerkungen) | Anmerkungen                                                                       |
| Jahr | Titel Album                                                | SE | FI | Anmerkungen                                                                       |
| ---- | ---------------------------------------------------------- | --- | --- | --------------------------------------------------------------------------------- |
| 2006 | Öppna din dörr –                                           | SE24 (3 Wo.)SE | — | Erstveröffentlichung: 22. November 2006                                           |
| 2007 | Tokyo Heart Beats                                          | SE1 Platin · (31 Wo.)SE | FI9 (1 Wo.)FI | Erstveröffentlichung: 8. Februar 2007                                             |
| 2007 | Play It for the Girls Heart Beats                          | SE1 Gold · (18 Wo.)SE | — | Erstveröffentlichung: 24. Mai 2007                                                |
| 2007 | If Only You Heart Beats                                    | SE3 Gold · (27 Wo.)SE | FI9 (7 Wo.)FI | feat. Therese Grankvist Erstveröffentlichung: 31. August 2007                     |
| 2008 | Radio Set Your Body Free                                   | SE1 (11 Wo.)SE | — | Erstveröffentlichung: 11. November 2008                                           |
| 2008 | Need to Know Set Your Body Free                            | SE39 (1 Wo.)SE | — | Erstveröffentlichung: Dezember 2008                                               |
| 2009 | All on You Set Your Body Free                              | SE17 (7 Wo.)SE | — | Erstveröffentlichung: 2. Januar 2009                                              |
| 2011 | In the Club                                                | SE2 Platin · (10 Wo.)SE | — | Erstveröffentlichung: 27. Februar 2011                                            |
| 2012 | Amazing –                                                  | SE2 ×3Dreifachplatin · (22 Wo.)SE | — | Erstveröffentlichung: 26. Januar 2012                                             |
| 2015 | Brinner i bröstet Hör vad du säger men har glömt vad du sa | SE14 ×3Dreifachplatin · (29 Wo.)SE | — | feat. Malcolm B Erstveröffentlichung: April 2015                                  |
| 2015 | Dör för dig Hör vad du säger men har glömt vad du sa       | SE2 ×4Vierfachplatin · (30 Wo.)SE | — | Erstveröffentlichung: 31. Juli 2015                                               |
| 2015 | Så som i himlen Hör vad du säger men har glömt vad du sa   | SE27 Platin · (13 Wo.)SE | — | feat. Tensta Gospel Erstveröffentlichung: 23. Oktober 2015                        |
| 2016 | Hör vad du säger men har glömt vad du sa                   | SE66 (9 Wo.)SE | — | Erstveröffentlichung: März 2016                                                   |
| 2016 | Snacket på stan –                                          | SE5 ×2Doppelplatin · (18 Wo.)SE | — | Erstveröffentlichung: Oktober 2016                                                |
| 2016 | Se mig –                                                   | SE52 (3 Wo.)SE | — | Erstveröffentlichung: Oktober 2016                                                |
| 2016 | Skepp –                                                    | SE46 Gold · (3 Wo.)SE | — | Erstveröffentlichung: November 2016                                               |
| 2016 | Super 8 –                                                  | SE2 ×3Dreifachplatin · (16 Wo.)SE | — | Erstveröffentlichung: November 2016                                               |
| 2016 | Öppna upp ditt fönster –                                   | SE82 (1 Wo.)SE | — | Erstveröffentlichung: November 2016                                               |
| 2016 | För kärlekens skull –                                      | SE35 Gold · (6 Wo.)SE | — | Erstveröffentlichung: Dezember 2016                                               |
| 2017 | Jag får inte nog –                                         | SE71 (4 Wo.)SE | — | Erstveröffentlichung: 4. August 2017                                              |
| 2018 | Undantag –                                                 | SE71 (1 Wo.)SE | — | Erstveröffentlichung: 3. August 2018 feat. Linda Pira                             |
| 2019 | Hon är min –                                               | SE21 (5 Wo.)SE | — | Erstveröffentlichung: 8. November 2019 feat. Erik Segerstedt & Mattias Andréasson |
| 2019 | Du vett att jag gråter –                                   | SE56 (2 Wo.)SE | — | Erstveröffentlichung: 16. November 2019                                           |
| 2019 | De ba livet –                                              | SE82 (2 Wo.)SE | — | Erstveröffentlichung: 23. November 2019                                           |
| 2020 | Ere bara jag –                                             | SE42 (6 Wo.)SE | — | Erstveröffentlichung: 31. Juli 2020                                               |
| 2020 | Kungar av december –                                       | SE80 (1 Wo.)SE | — | Erstveröffentlichung: 18. Dezember 2020 mit Niello                                |
| 2021 | Fan va har vi gjort … –                                    | SE19 (6 Wo.)SE | — | Erstveröffentlichung: 5. Februar 2021 mit Sabina Ddumba                           |
| 2021 | Dandi dansa –                                              | SE7 (10 Wo.)SE | — | Erstveröffentlichung: 26. Februar 2021                                            |
| 2024 | Happy That You Found Me –                                  | SE10 (7 Wo.)SE | — | Erstveröffentlichung: 26. Februar 2024                                            |

Weitere Singles
| Jahr | Titel Album                                        | Anmerkungen                                             |
| ---- | -------------------------------------------------- | ------------------------------------------------------- |
| 2008 | Hey (I’ve Been Feeling Kind of Lonely) Heart Beats | Erstveröffentlichung: 25. Januar 2008                   |
| 2009 | Emely Set Your Body Free                           | Erstveröffentlichung: 24. Juni 2009                     |
| 2010 | Just Like That In the Club                         | Erstveröffentlichung: 16. April 2010 feat. Lazee        |
| 2010 | In Your Eyes In the Club                           | Erstveröffentlichung: 17. September 2010                |
| 2011 | Tonight In the Club                                | Erstveröffentlichung: 12. Juni 2011                     |
| 2012 | Shake That Ass –                                   | Erstveröffentlichung: 13. April 2012 feat. Lazee        |
| 2012 | All in My Head –                                   | Erstveröffentlichung: 7. Juli 2012                      |
| 2012 | I Can See Myself in You –                          | Erstveröffentlichung: 29. Juli 2012 feat. Tommy Körberg |
| 2012 | Delirious –                                        | Erstveröffentlichung: 16. September 2012                |
| 2013 | Todo el mundo (Dancing in the Streets) –           | Erstveröffentlichung: 6. April 2013                     |

### Als Gastmusiker
| Jahr | Titel Album                    | Höchstplatzierung, Gesamtwochen, AuszeichnungChartplatzierungen (Jahr, Titel, Album, Platzierungen, Wochen, Auszeichnungen, Anmerkungen) | Höchstplatzierung, Gesamtwochen, AuszeichnungChartplatzierungen (Jahr, Titel, Album, Platzierungen, Wochen, Auszeichnungen, Anmerkungen) | Anmerkungen                                                                 |
| Jahr | Titel Album                    | SE | FI | Anmerkungen                                                                 |
| ---- | ------------------------------ | --- | --- | --------------------------------------------------------------------------- |
| 2019 | Innan du väcker mig Ögonstener | SE14 (8 Wo.)SE | — | Erstveröffentlichung: 11. Januar 2019 Sami feat. Danny Saucedo              |
| 2019 | Tänker på mig –                | SE20 (3 Wo.)SE | — | Erstveröffentlichung: 27. September 2019 Black Moose, Danny Saucedo & Einar |

## Statistik

### Chartauswertung
|                     | SE    |
| ------------------- | ----- |
| Nummer-eins-Alben   | SE2SE |
| Top-10-Alben        | SE5SE |
| Alben in den Charts | SE5SE |

|                       | SE     | FI    |
| --------------------- | ------ | ----- |
| Nummer-eins-Singles   | SE3SE  | FI—FI |
| Top-10-Singles        | SE11SE | FI2FI |
| Singles in den Charts | SE31SE | FI2FI |

### Auszeichnungen für Musikverkäufe
Anmerkung: Auszeichnungen in Ländern aus den Charttabellen bzw. Chartboxen sind in ebendiesen zu finden.
| Land/RegionAuszeichnungen für Musikverkäufe (Land/Region, Auszeichnungen, Verkäufe, Quellen) | Gold     | Platin       | Verkäufe | Quellen              |
| -------------------------------------------------------------------------------------------- | -------- | ------------ | -------- | -------------------- |
| Schweden (IFPI)                                                                              | 4× Gold4 | 19× Platin19 | 800.000  | sverigetopplistan.se |
| Insgesamt                                                                                    | 4× Gold4 | 19× Platin19 |          |                      |